# Grammy Award alla carriera
Il premio Grammy alla carriera (Grammy Lifetime Achievement Award) è uno dei sei premi speciali dei Grammy Award.
Assegnati a partire dal 1962, anche se in modo discontinuo, premia gli interpreti (fino al 1972 anche altre personalità nel mondo della musica), singoli o in gruppo, che nel corso della loro vita abbiano dato un contributo eccezionale nel campo dell'incisione discografica. Non è prevista una suddivisione in generi e, come per tutti i premi speciali, neppure un processo di nomina: il vincitore è annunciato direttamente durante la corrispondente cerimonia.
Sebbene anche il Grammy Hall of Fame Award e il Grammy Trustees Award siano assimilabili a premi alla carriera, se ne distinguono dal momento che premiano rispettivamente un'incisione storica e un non-interprete.

## Albo d'oro

### Anni 1960
- 1962: Bing Crosby
- 1965: Frank Sinatra
- 1966: Duke Ellington
- 1967: Ella Fitzgerald
- 1968: Irving Berlin

### Anni 1970
- 1971: Elvis Presley
- 1972: Louis Armstrong e Mahalia Jackson

### Anni 1980

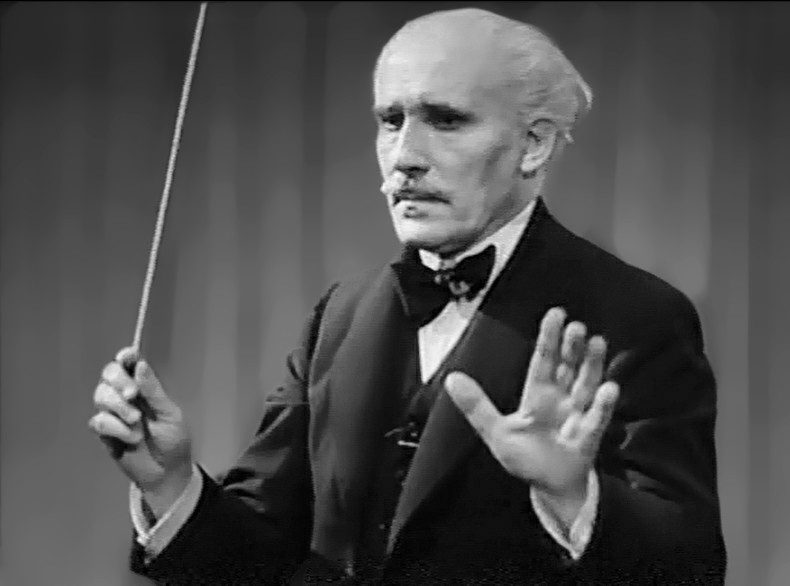
Arturo Toscanini, direttore d'orchestra italiano, ha ricevuto il premio nel 1987.

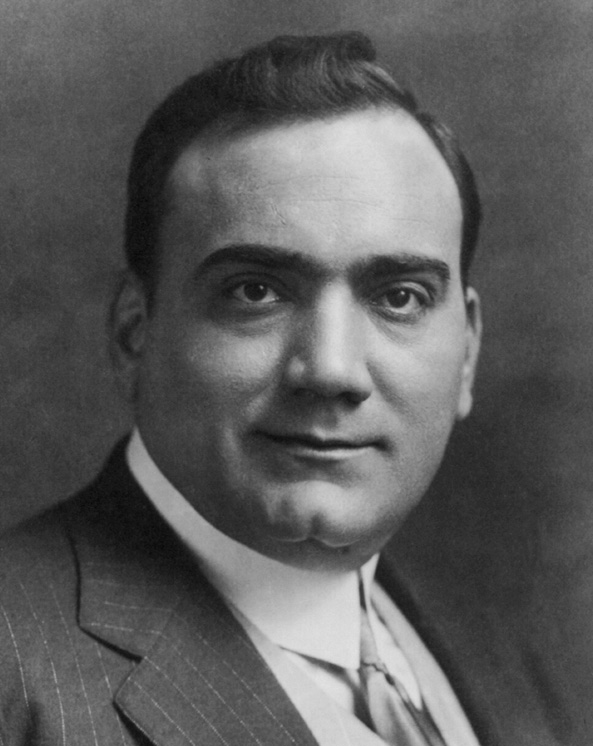
Enrico Caruso, tenore italiano, ha ricevuto il premio nel 1987.

- 1984: Chuck Berry e Charlie Parker
- 1985: Leonard Bernstein
- 1986: Benny Goodman, The Rolling Stones e Andrés Segovia
- 1987: Roy Acuff, Benny Carter, Enrico Caruso, Ray Charles, Fats Domino, Woody Herman, Billie Holiday, B.B. King, Isaac Stern, Igor' Stravinskij, Arturo Toscanini e Hank Williams
- 1989: Fred Astaire, Pablo Casals, Dizzy Gillespie, Jascha Heifetz, Lena Horne, Leontyne Price, Bessie Smith, Art Tatum e Sarah Vaughan

### Anni 1990
- 1990: Nat King Cole, Miles Davis, Vladimir Horowitz e Paul McCartney
- 1991: Marian Anderson, Bob Dylan, John Lennon e Kitty Wells
- 1992: James Brown, John Coltrane, Jimi Hendrix e Muddy Waters
- 1993: Chet Atkins, Little Richard, Thelonious Monk, Bill Monroe, Pete Seeger e Fats Waller
- 1994:Bill Evans, Aretha Franklin e Arthur Rubinstein
- 1995: Patsy Cline, Peggy Lee, Henry Mancini, Curtis Mayfield e Barbra Streisand
- 1996: Dave Brubeck, Marvin Gaye, Georg Solti e Stevie Wonder
- 1997: Bobby Bland, The Everly Brothers, Judy Garland, Stéphane Grappelli, Buddy Holly, Charles Mingus, Oscar Peterson e Frank Zappa
- 1998: Bo Diddley, Mills Brothers, Roy Orbison e Paul Robeson
- 1999: Johnny Cash, Sam Cooke, Otis Redding, Smokey Robinson e Mel Tormé

### Anni 2000
- 2000: Harry Belafonte, Woody Guthrie, John Lee Hooker, Mitch Miller e Willie Nelson
- 2001: The Beach Boys, Tony Bennett, Sammy Davis Jr., Bob Marley e The Who
- 2002: Count Basie, Rosemary Clooney, Perry Como, Al Green e Joni Mitchell
- 2003: Etta James, Johnny Mathis, Glenn Miller, Tito Puente e Simon & Garfunkel
- 2004: Sigourney Weaver, Van Cliburn, The Funk Brothers, Ella Jenkins, Sonny Rollins, Artie Shaw e Doc Watson
- 2005: Eddy Arnold, Art Blakey, The Carter Family, Morton Gould, Janis Joplin, Led Zeppelin, Jerry Lee Lewis, Jelly Roll Morton, Pinetop Perkins e The Staple Singers
- 2006: David Bowie, Cream, Merle Haggard, Robert Johnson, Jessye Norman, Richard Pryor e The Weavers
- 2007: Joan Baez, Booker T. & the M.G.'s, Maria Callas, Ornette Coleman, The Doors, Grateful Dead e Bob Wills
- 2008: Burt Bacharach, The Band, Cab Calloway, Doris Day, Itzhak Perlman, Max Roach e Earl Scruggs
- 2009: Gene Autry, The Blind Boys of Alabama, The Four Tops, Hank Jones, Brenda Lee, Dean Martin e Tom Paxton

### Anni 2010
- 2010: Michael Jackson, Loretta Lynn e André Previn
- 2011: Julie Andrews, Roy Haynes, Juilliard String Quartet, The Kingston Trio, Dolly Parton, Ramones e George Beverly Shea
- 2012: The Allman Brothers Band, Glen Campbell, Antônio Carlos Jobim, George Jones, The Memphis Horns, Diana Ross e Gil Scott-Heron
- 2013: Ravi Shankar, The Temptations, Carole King, Lightnin' Hopkins, Patti Page, Glenn Gould e Charlie Haden
- 2014: The Beatles, Clifton Chenier, The Isley Brothers, Kraftwerk, Kris Kristofferson, Armando Manzanero e Maud Powell
- 2015: Bee Gees, Pierre Boulez, Buddy Guy, George Harrison, Flaco Jiménez, The Louvin Brothers e Wayne Shorter
- 2016: Ruth Brown, Celia Cruz, Earth, Wind & Fire, Herbie Hancock, Jefferson Airplane, Linda Ronstadt e Run DMC
- 2017: Shirley Caesar, Ahmad Jamal, Charley Pride, Jimmie Rodgers, Nina Simone, Sly Stone e The Velvet Underground
- 2018: Hal Blaine, Neil Diamond, Emmylou Harris, Louis Jordan, The Meters, Queen e Tina Turner
- 2019: Black Sabbath, Billy Eckstine, Donny Hathaway, Julio Iglesias, Sam & Dave, Dionne Warwick, George Clinton e i Parliament-Funkadelic

### Anni 2020
- 2020: Chicago, Roberta Flack, Isaac Hayes, Iggy Pop, John Prine, Public Enemy e Sister Rosetta Tharpe[2]
- 2021: Grandmaster Flash and The Furious Five, Lionel Hampton, Marilyn Horne, Salt-n-Pepa, Selena e Talking Heads[3]
- 2022: Bonnie Raitt[4]
- 2023: Heart, Bobby McFerrin, Nirvana, Ma Rainey, Nile Rodgers, Slick Rick “The Ruler” e The Supremes[5]
- 2024: Laurie Anderson, The Clark Sisters, Gladys Knight, N.W.A, Donna Summer e Tammy Wynette[6]